# Byttneria hirsuta
Byttneria hirsuta är en malvaväxtart som beskrevs av Hipólito Ruiz López och Pav.. Byttneria hirsuta ingår i släktet Byttneria och familjen malvaväxter. Inga underarter finns listade i Catalogue of Life.